# Francisco Ugarte Zenteno
Francisco Solano Ugarte Zenteno, abogado y político conservador chileno. Nació en Valparaíso, el 20 de junio de 1824. Falleció en Santiago, el 18 de octubre de 1907. Hijo de José Ángel Ugarte y doña María del Rosario Zenteno. Casado con Rosa Venegas Lisboa.
Estudió en el Instituto Nacional y juró como abogado el 25 de junio de 1849, en la primera generación de abogados de la Universidad de Chile. Propietario del fundo San Rafael de Talagante. Fue miembro activo del Partido Conservador.

## Actividades Públicas
- Intendente de Colchagua (1849).

- Ministro de la Corte de Apelaciones de Santiago (1859).

- Fiscal de la Corte de Apelaciones de Santiago (1875).

- Senador por Ñuble (1894-1900), integró la comisión permanente de Agricultura y la de Educación y Beneficencia.